# 아주약품
아주약품(Aju Pharmaceutical, 亞洲藥品株式會社)은 대한민국의 제약 회사이다.

## 연혁
- 1953 창업주 고 김광남 회장 아주약품(구 아주약품공업) 설립 (부산시 보수동)
- 1953 국내 최초의 결핵치료제 [아시아지트] 출시
- 1956 본사 서울 이전 (서울시 용산구 한강로2가 100)
- 1959 현 본사사옥 위치에 본사사옥 및 공장 완공-이전 (서울시 구로구 신도림동 413-13)
- 1959 서독 Bayer社 기술제휴를 통해 해열진통제 [콤푸랄] 출시
- 1961 영국 May & Baker社 기술제휴 통해 임신구토-멀미 진정제 [아보민] 출시
- 1961 일본 Tanabe Pharma社 기술제휴 통해 결핵치료제 [알미아스파스] 출시
- 1963 주사제 생산설비 증설
- 1964 일본 Tanabe Pharma社 기술제휴 통해 결핵치료제 [아이피짓] 출시
- 1964 대통령 표창 (결핵퇴치사업 공로)
- 1966 일본 Tanabe Pharma社 기술제휴 통해 국내 최초 단시간전신마취제 [라보날엠 주사] 출시
- 1967 원료합성공장 신축
- 1975 보사부장관 표창 (합성원료 수출 공로)
- 1976 아세트아미노펜 (해열진통제) 원료합성 성공 및 30만불 수출 달성
- 1977 보사부장관 표창 (수출상품고급화 공로)
- 1978 보사부장관 표창 (전시동원 우수 공로)
- 1979 상공부장관 표창 (국가산업유공업체)
- 1983 창업주 김광남 회장 별세, 2대 대표이사 김중길 사장 취임
- 1984 과학기술처 유망 중소기업 선정
- 1986 완제의약품 생산-판매 전환 (원료합성사업 종료)
- 1990 이탈리아 Alfa Wassermann社 기술제휴 통해 고지혈증치료제 [베셀듀 캡슐] 출시
- 1992 본사사옥 및 평택 KGMP공장 신축
- 1995 중앙연구소 설립
- 1996 Rhone-Poulenc Rorer Pharmaceuticals社에 [프로페니드 주사] 생산-공급 체결
- 1997 한국 Organon社에 노큐론(영어판) 주사, [데카듀라보린 주사] 생산-공급
- 1999 중국 제일제약창유한회사 기술제휴로 정장제 [정장생 캡슐] 출시
- 1999 이탈리아 Alfa Wassermann社 제휴로 항혈전치료제 [베셀듀 에프 캡슐] 출시
- 2002 스위스 OM Pharma社 (현 Vifor Pharma) 기술제휴로 요로감염치료제[유로박솜] 출시
- 2004 일본 Torii社에 [파오스쿨 주사] 생산-공급
- 2006 스위스 OM Pharma社 (현 Vifor Pharma) 기술제휴로 COPD치료제 [브롱코박솜] 출시
- 2007 올리브잎 전문 생활건강 브랜드 올레아 (olea) 사업부 출범
- 2009 세파계 항생제 전용공장 완공
- 2011 메디칼디바이스 사업 시작
- 2011 현재 사명을 아주약품㈜로 상호변경
- 2012 일본 후생성 PMDA 외국제조소 적격업소승인
- 2012 생명공학연구원 바이오의학연구소 천식치료제 기술이전 계약
- 2012 대통령 표창 (수출 100만불탑)
- 2013 동국대의료기기 개발센터와 기술이전 계약 및 산학협력 조인식
- 2014 메디칼사업부 분당공장 설립
- 2016 고형제 전용공장 완공
- 2017 어린이 건강기능식품 브랜드 올키 (Olky) 출시
- 2017 국내 최초 ‘Fixone Biocomposite Anchor’ FDA 승인
- 2017 아주약품㈜ 매출 1천억 달성
- 2020 김태훈 사장 신임 3대 대표이사 취임
- 2020 부패방지경영시스템 ‘ISO 37001’ 인증 획득
- 2021 차세대 ERP(SAP) 시스템 구축
- 2021 본사 스마트오피스 환경 구축 (유연근무제 본격시행, 지방사무실 폐쇄)
- 2021 유로박솜 매출 100억 달성
- 2023 품질관리센터동 리모델링, 이전
- 2023 고혈압 치료제(피마텐) 출시
- 2023 당뇨병 치료제(다파릴정) 출시
- 2024 고용노동부 주관하는 2024 ‘일·생활 균형 우수기업’인 아주약품에 선정
- 2025 아주약품의 지주자 및 자회사 분리경영

## 제품소개
일반의약품
- 아나피린
- 정장생
- 레미페민
- 프라스칼-디
- 알두스캡슐

전문의약품
- 아키놀
- 아로밀
- 로자디핀

건강기능식품 (아주헬스케어)
- 올레아
- 올키
  - 올키 칼슘젤리 (제조원 : 코스맥스바이오㈜, 라이센스 : ㈜초이락컨텐츠컴퍼니)
  - 올키 비타젤리 (제조원 : 코스맥스바이오㈜)